# Król Petar I
Król Petar I (serb. Краљ Петар I) — serbsko-grecki film historyczny z 2018 roku w reżyserii Petara Ristovskiego, zrealizowany na motywach powieści Milovana Vitezovicia Чарапе краља Петра. Zdjęcia kręcono na greckiej wyspie Korfu.

## Opis fabuły
Petar Karadziordziewić w młodości musiał opuścić Serbię. Powraca do kraju w dojrzałym wieku, aby objąć tron Serbii i przeprowadzić reformy w tym kraju. Jego plany krzyżuje wybuch wojny. Po porażkach armii serbskiej po raz kolejny musi opuścić kraj. W czasie odwrotu przez Albanię król poznaje Makrenę Spasojević, matkę walczącego w armii serbskiej Marinko. Petar I otrzymuje od Makreny parę skarpet, które zrobiła dla syna, ale nie może go znaleźć w długich kolumnach żołnierzy. Król odnajduje zamarzniętego Marinkę, a jego matka umiera na grobie austriackiego żołnierza, opłakując swojego syna.
Odtwórca głównej roli i producent filmu Lazar Ristovski przyznał, że film, który zrealizował jego syn został nakręcony po to, aby przypomnieć światu rolę, którą odegrała Serbia w czasie I wojny światowej, a która została umniejszona w czasie obchodów stulecia światowego konfliktu.

## Obsada
- Lazar Ristovski jako król Piotr I
- Radovan Vujović jako Života
- Milan Kolak jako Marinko Spasojević
- Ivan Vujic jako Momčilo Gavrić
- Danica Ristovski jako Makrena Spasojević
- Svetozar Cvetković jako Živojin Mišić
- Tanasije Uzunović jako Radomir Putnik
- Aleksandar Vučković jako regent Aleksander
- Ivan Marković jako Posilni
- Ljubiša Savanović jako Dragutin Dimitrijević
- Marko Todorović jako książę Đorđe Karađorđević
- Marko Bacović jako Nikola Pašić

## Nagrody i wyróżnienia
- MFF SOFEST (2019)
  - Statueta Sloboda

- MFF w Kijowie (2020)
  - nagroda dla najlepszego filmu fabularnego[5]

W 2018 film został zgłoszony jako oficjalny serbski kandydat do nagrody Amerykańskiej Akademii Filmowej w kategorii najlepszego filmu nieanglojęzycznego, ale ostatecznie nie zdobył nominacji.